# Institut Montaigne
L'Institut Montaigne est un think tank français qui défend une vision de droite libérale,,. Créé en 2000 par l'homme d'affaires Claude Bébéar, il est financé par plusieurs grandes entreprises,. Il a le statut d'association loi de 1901.
L'Institut Montaigne est présidé depuis 2015 par Henri de La Croix de Castries.
Plusieurs directeurs se sont succédé à sa tête : Philippe Manière de 2004 à 2008, François Rachline de 2009 à 2010 puis Laurent Bigorgne de 2011 à 2022. Après la démission de ce dernier en 2022, Marie-Pierre de Bailliencourt devient directrice de l'Institut. Marie-Pierre de Bailliencourt, épouse du vice-président et directeur financier du groupe Bolloré, a été nommée chevalier de la Légion d’honneur lors de la promotion du 1er janvier 2024,.
Blanche Leridon est la directrice éditoriale.

## Positionnement
Dans « Les principaux think tanks français », Geoffrey Geuens, spécialiste des relations entre information, pouvoir et société, présente l’Institut Montaigne comme « une boîte à idées "néolibérale" singulièrement proche des milieux économiques français » (en 2009). L'Institut est réputé soutenir « des positions proches de celles du Medef » selon France Info en 2017, et réputé proche de la droite selon Libération la même année. Libération ajoute que le directeur de l'Institut (2011-2022) Laurent Bigorgne a été choisi par le fondateur de l'Institut Montaigne, Claude Bébéar, PDG d'AXA, et « figure tutélaire du patronat français ».

## Thématiques
Classé comme libéral (en 2009), l'institut a pris néanmoins des positions fermes en matière de régulation financière à la suite de la crise financière de 2008. Il propose alors une forte réduction des dépenses publiques, notamment en augmentant la durée du temps de travail des fonctionnaires et dans le secteur privé, en rendant dégressive l'indemnisation du chômage, en créant une franchise de remboursement médical, enfin en réduisant les allocations familiales, par une diminution progressive de la prise en charge des congés parentaux.
En 2020, l’Institut Montaigne, en collaboration avec le Centre Hospitalier de Versailles et l'association Quartet Santé, lance une expérimentation d'un nouveau mode de prise en charge des troubles en santé mentale, baptisée SÉSAME (Soins d’Équipe en SAnté MEntale).
À l’occasion de l’élection présidentielle de 2022, 246 propositions issues des programmes de 8 candidats d’horizons politiques variés sont chiffrées et analysées par les équipes de l’Institut Montaigne. Cette opération d’analyse et de chiffrage des programmes est reconduite lors des élections législatives de 2024.
Sous l’impulsion de sa nouvelle directrice générale Marie-Pierre de Bailliencourt, l’Institut Montaigne annonce une nouvelle série de travaux consacrés aux enjeux géopolitiques, industriels et technologiques.
Dans un rapport de 2023, l’Institut Montaigne déplore le faible niveau de cybersécurité de nombreuses structures privées et publiques en France.
En 2024, l’Institut Montaigne consacre des travaux aux enjeux de la sécurité économique et de l’extraterritorialité, à la décarbonation de l’industrie européenne ainsi qu’au sujet des “fractures alimentaires”, en proposant notamment d’augmenter la TVA sur les produits les plus sucrés à 20 %,, contre 5,5 % ou 10 % aujourd’hui. Le think tank publie également un rapport qui plaide pour l’instauration d’une autorité française de l’IA.

## Organisation
Selon Laurent Bigorgne, ancien directeur de l'institut « la moitié de notre comité de direction est composée de gens de gauche, et l’autre moitié de gens de droite. »
L'Institut annonce le 27 février 2022 la démission de Laurent Bigorgne, soupçonné d'avoir drogué une collaboratrice à son insu, lors d'une réunion de travail organisée à son domicile. Une direction provisoire est assurée par la directrice adjointe, Camille Godeau, et par le comité de direction, sous la supervision du président, Henri de Castries, et de ses deux vice-présidents, Jean-Dominique Senard et David Azéma,,.

### Équipe permanente
Composée de 40 membres, elle est dirigée par Marie-Pierre de Bailliencourt, depuis la démission de Laurent Bigorgne en 2022.

### Financement
D'après l'économiste Julia Cagé, travaillant entre autres sur le financement de la démocratie, l'institut, contrairement à d'autres laboratoires d'idées comparables, ne perçoit pas de financement public direct (cagnotte du Premier ministre, réserves parlementaires). Les règles de défiscalisation des dons privés à ce type de structure (crédit d'impôt allant jusqu'à 66 %) sont telles que le financement de l'institut est d'initiative exclusivement privée.
Son financement provient de plus d'une centaine d'entreprises dont LVMH, TotalEnergies, Vinci et Carrefour.

## Controverses

### Actions pendant la campagne présidentielle de 2012
En avril 2012, dans le cadre de la campagne pour l’élection présidentielle, il est reproché à l'Institut Montaigne de faire de la publicité déguisée pour Nicolas Sarkozy, alors que la publicité de partis politiques est interdite.
En effet, une proposition issue de la campagne de publicité menée de mars à avril par l'Institut Montaigne est rapprochée de certains propos tenus par le président-candidat, conduisant le Conseil supérieur de l'audiovisuel à instruire le dossier,,.
À la suite de l'intervention du CSA, BFM TV, BFM Radio ou encore RMC cessent la diffusion pendant la durée de la campagne des spots de l'Institut Montaigne, trop engagées en faveur de Nicolas Sarkozy, afin de respecter l'équilibre entre candidats. L'institut se félicite cependant d'avoir atteint son objectif : « Notre campagne aura été programmée 26 jours sur les 31 prévus initialement. »
L'Institut Montaigne a également chiffré les mesures proposées par les candidats à l'élection présidentielle, en partenariat avec le journal Les Échos,. La qualité de ce travail a été quelquefois contestée ; pour Mediapart, « les présupposés idéologiques, l'absence de garantie sur l'impartialité des calculs ou encore le secret gardé sur l'identité des "chiffreurs" jettent la suspicion sur ce projet. »
Pendant la campagne, La Chaîne parlementaire (LCP) avait comme éditorialiste de son émission politique Thèmes de campagne Laurent Bigorgne, alors directeur de l'Institut Montaigne.

### Actions pendant la campagne présidentielle de 2017
Le directeur de l'Institut Montaigne, Laurent Bigorgne, contribue personnellement à la campagne d'Emmanuel Macron à partir d'avril 2016.
Dans son analyse, réalisée avec le journal Les Échos, des programmes économiques des candidats, l'institut soutient celui d'Emmanuel Macron et critique sévèrement les candidats de gauche Jean-Luc Mélenchon et Benoît Hamon.
Selon le point de vue défendu par le Monde diplomatique, l'institut présente par la suite une certaine proximité avec le gouvernement.
Le Premier ministre Édouard Philippe se rend en novembre 2018 au déjeuner que le think-tank organise entre les entreprises adhérentes et des personnalités politiques. Laurent Bigorgne est nommé en juin 2018 membre du Comité action publique 2022, installé par le Premier ministre pour concevoir le projet de réforme de l’État, puis est invité à débattre avec Emmanuel Macron le 22 mars 2019, avec soixante-cinq autres intellectuels, pour faire face à la crise des Gilets jaunes. Gilles Babinet, référent de l'institut sur la question du numérique, est nommé par le gouvernement vice-président du Conseil national du numérique en mai 2018.

## Classement
En 2017, l'Institut Montaigne a été classé à la première place du classement « Think Tank & Transparent » de l'Observatoire européen des think-tanks, en obtenant les plus hautes notes en matière de gouvernance, de transparence et de production,.